# Olympische Zwischenspiele 1906/Teilnehmer (Ungarn)
| Gelbes Symbol für Goldmedaillen mit stilisierten Olympischen Ringen | Graues Symbol für Silbermedaillen mit stilisierten Olympischen Ringen | Braundes Symbol für Bronzemedaillen mit stilisierten Olympischen Ringen |
| ------------------------------------------------------------------- | --------------------------------------------------------------------- | ----------------------------------------------------------------------- |
| 2                                                                   | 5                                                                     | 3                                                                       |

Ungarn nahm an den Olympischen Zwischenspielen 1906 in Athen, Griechenland, mit 35 Sportlern teil. Dabei konnten die Athleten drei Gold-, fünf Silber- und drei Bronzemedaillen gewinnen.

## Medaillengewinner

### Olympiasieger
| Name                                                  | Sportart       | Wettkampf          |
| ----------------------------------------------------- | -------------- | ------------------ |
| György Sztantics                                      | Leichtathletik | 3000 m Bahngehen   |
| József Ónody Géza Kiss Henrik Hajós Zoltán von Halmay | Schwimmen      | 4 × 250 m Freistil |

### Zweiter
| Name              | Sportart       | Wettkampf      |
| ----------------- | -------------- | -------------- |
| Mihály Dávid      | Leichtathletik | Kugelstoßen    |
| Lajos Gönczy      | Leichtathletik | Hochsprung     |
| István Mudin      | Leichtathletik | Fünfkampf      |
| Zoltán von Halmay | Schwimmen      | 100 m Freistil |
| Béla Erődi        | Turnen         | Tauhangeln     |

### Dritter
| Name           | Sportart       | Wettkampf                      |
| -------------- | -------------- | ------------------------------ |
| Péter Tóth     | Fechten        | Säbel Einzel (3 Treffer)       |
| István Mudin   | Leichtathletik | Diskuswurf (griechischer Stil) |
| Ferenc Holubán | Ringen         | Leichtgewicht                  |

## Teilnehmer nach Sportarten

### Fechten
- Jenő Apáthy
Florett Einzel: Vorrunde
Säbel Einzel (1 Treffer): Sechster
Säbel Einzel (3 Treffer): Fünfter
Säbel Mannschaft: Vierter

- Antal Hámos
Florett Einzel: Vorrunde
Säbel Einzel (3 Treffer): Vorrunde

- Lóránt Mészáros
Florett Einzel: Vorrunde
Degen Einzel: Vorrunde
Säbel Einzel (1 Treffer): Fünfter
Säbel Mannschaft: Vierter

- Béla Nagy
Säbel Einzel (1 Treffer): Vorrunde
Säbel Einzel (3 Treffer): Vorrunde
Säbel Mannschaft: Vierter

- Péter Tóth
Florett Einzel: Vorrunde
Degen Einzel: Vorrunde
Säbel Einzel (1 Treffer): Vorrunde
Säbel Einzel (3 Treffer):  Dritter
Säbel Mannschaft: Vierter

### Leichtathletik
- Mihály Dávid
Kugelstoßen:  Zweiter
Steinstoßen: k. A.
Diskuswurf: k. A.
Diskuswurf (griechischer Stil): k. A.
Speerwurf (freier Stil): k. A.

- Lajos Gönczy
Hochsprung:  Zweiter
Standhochsprung: Fünfter

- Miksa Hellmich
100 m: Vorrunde

- Imre Kiss
Stabhochsprung: Fünfter

- Nándor Kovács
110 m Hürden: Vorrunde

- György Luntzer
Diskuswurf: k. A.
Diskuswurf (griechischer Stil): Fünfter
Speerwurf (freier Stil): k. A.

- István Mudin
Standweitsprung: 15.
Kugelstoßen: k. A.
Diskuswurf: k. A.
Diskuswurf (griechischer Stil):  Dritter
Speerwurf (freier Stil): k. A.
Fünfkampf:  Zweiter

- István Somodi
Hochsprung: k. A.
Weitsprung: Achter
Standweitsprung: Sechster

- Gyula Strausz
Diskuswurf: k. A.
Diskuswurf (griechischer Stil): k. A.
Speerwurf (freier Stil): k. A.

- Géza Szegedy
Hochsprung: k. A.
Standhochsprung: Neunter

- György Sztantics
1500 m Bahngehen: Siebter
3000 m Bahngehen:  Olympiasieger

- Pál Vargha
110 m Hürden: Vorrunde
Hochsprung: k. A.
Weitsprung: Zehnter
Speerwurf (freier Stil): Elfter
Fünfkampf: 22.

### Ringen
- Béla Erődi
Leichtgewicht: Siebter

- Ferenc Holubán
Leichtgewicht:  Dritter

- Richárd Weisz
Schwergewicht: Siebter

### Schießen
- László Szemere
Militärrevolver (20 m, Modell des Jahres 1874): 28.
Freies Gewehr, Einzel (300 m): 17.
Militärgewehr (200 m, Modell des Jahres 1874): 20.
Militärgewehr (300 m): 25.

- Sándor de Szendrő
Freier Revolver (25 m): 20.
Freier Revolver (50 m): 28.
Militärrevolver (20 m, Modell des Jahres 1874): 26.
Militärrevolver (20 m): 19.
Scheibenpistole (20 m): Zwölfter
Schnellfeuerpistole (25 m): Fünfter
Tontaubenschießen (Trap): Siebter
Tontaubenschießen, Doppelschuss (Trap): Neunter

### Schwimmen
- Alajos Bruckner
400 m Freistil: Vierter

- Henrik Hajós
4 × 250 m Freistil:  Olympiasieger

- Zoltán von Halmay
100 m Freistil:  Zweiter
4 × 250 m Freistil:  Olympiasieger

- Géza Kiss
4 × 250 m Freistil:  Olympiasieger

- József Ónody
100 m Freistil: Sechster
4 × 250 m Freistil:  Olympiasieger

- Zoltán Tóbiás
400 m Freistil: k. A.

### Tennis
- Károly Vitus
Einzel Männer: 14.

### Turnen
- Béla Dáner
Einzelmehrkampf (5 Übungen): 21.
Einzelmehrkampf (6 Übungen): 17.
Riegenturnen: Sechster

- Béla Erődi
Einzelmehrkampf (5 Übungen): Siebter
Einzelmehrkampf (6 Übungen): Sechster
Riegenturnen: Sechster
Tauhangeln:  Zweiter

- Árpád Erdős
Einzelmehrkampf (5 Übungen): 29.
Riegenturnen: Sechster

- Frigyes Gráf
Einzelmehrkampf (5 Übungen): 21.
Einzelmehrkampf (6 Übungen): 18.
Riegenturnen: Sechster

- Gyula Kakas
Einzelmehrkampf (5 Übungen): 31.
Einzelmehrkampf (6 Übungen): 23.
Riegenturnen: Sechster

- Kálmán Szabó
Einzelmehrkampf (5 Übungen): 31.
Riegenturnen: Sechster

- Vilmos Szűcs
Einzelmehrkampf (5 Übungen): 35.
Einzelmehrkampf (6 Übungen): 24.
Riegenturnen: Sechster
Tauhangeln: Zehnter